# Johann Canon
Johann Canon, född 1829 och död 1885, var en österrikisk konstnär.
Canon studerade hos Ferdinand Georg Waldmüller och Carl Rahl i Wien men tog främst intryck av gamla mästare, särskilt Rubens, vars teknik han tillägnade sig. Efter långa resor i Orienten, Frankrike och England och en tids vistelse i Karlsruhe och Stuttgart slog han sig ned i Wien. Han blev främst känd för sina damporträtt, och har även utfört dekorativa arbeten.